# Енгелберт III (Цигенхайн)
Енгелберт III фон Цигенхайн (на немски: Engelbert III von Ziegenhain; † 1401) от графската фамилия Цигенхайн е от 1394 до 1401 г. граф на Цигенхайн и Нида.
Той е най-възрастният син на граф Готфрид VIII фон Цигенхайн († 1394) и съпругата му принцеса Агнес фон Брауншвайг-Гьотинген († 1416), дъщеря на херцог Ернст I фон Брауншвайг-Гьотинген и Елизабет фон Хесен.

Брат е на Йохан II († 1450), Готфрид IX († 1425), Ото († 1430), от 1419 г. архиепископ на Трир, и Филип, духовник.
След смъртта на баща му той го наследава като управляващ граф на Цигенхайн и Нида. Той сключва през юли 1399 г. съюз с курфюрст и архиепископ Йохан II фон Насау от Майнц за защита от ландграф Херман II фон Хесен, с когото след конфликт сключва мир на 1 октомври 1399 г...
Енгелберт III умира през 1401 г. Наследен е от брат му Йохан II, който управлява заедно с брат им Готфрид IX.